# Toucan à bec rouge
Ramphastos tucanus
Espèce
Répartition géographique
Statut de conservation UICN

 LC A4cd : Préoccupation mineure
Statut CITES
Le Toucan à bec rouge (Ramphastos tucanus) est une espèce d'oiseau appartenant à la famille des Ramphastidae. 

## Répartition et sous-espèces
D'après Alan P. Peterson, il existe trois sous-espèces :
- R. t. tucanus (Linnaeus, 1758) — plateau des Guyanes et nord/est de l'Amazonie ;
- R. t. cuvieri (Wagler, 1827) — centre/ouest de l'Amazonie ;
- R. t. inca (Gould, 1846) — Bolivie (notamment la réserve Aquicuana (es)).

## Galerie

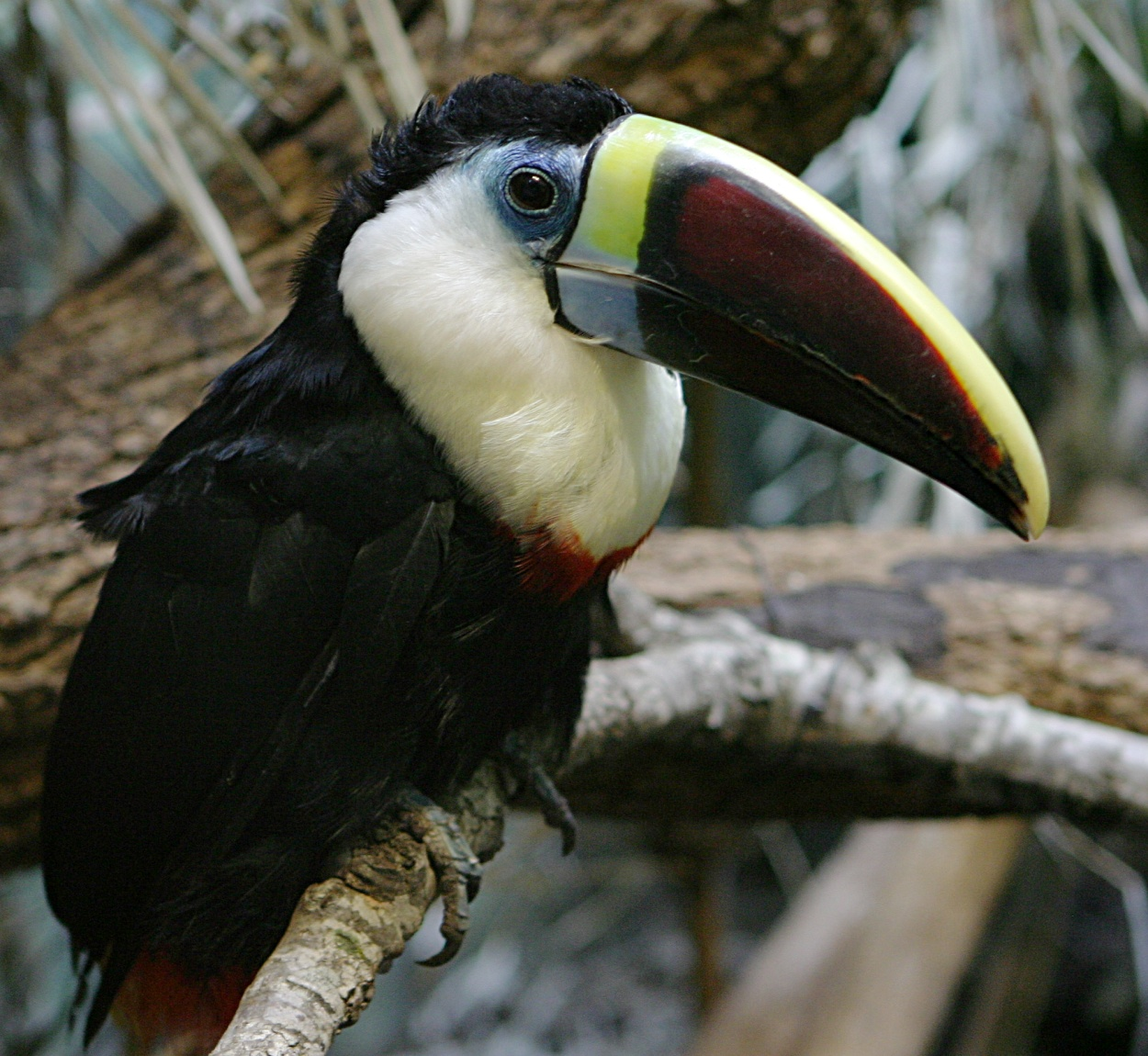
R. t. cuvieri
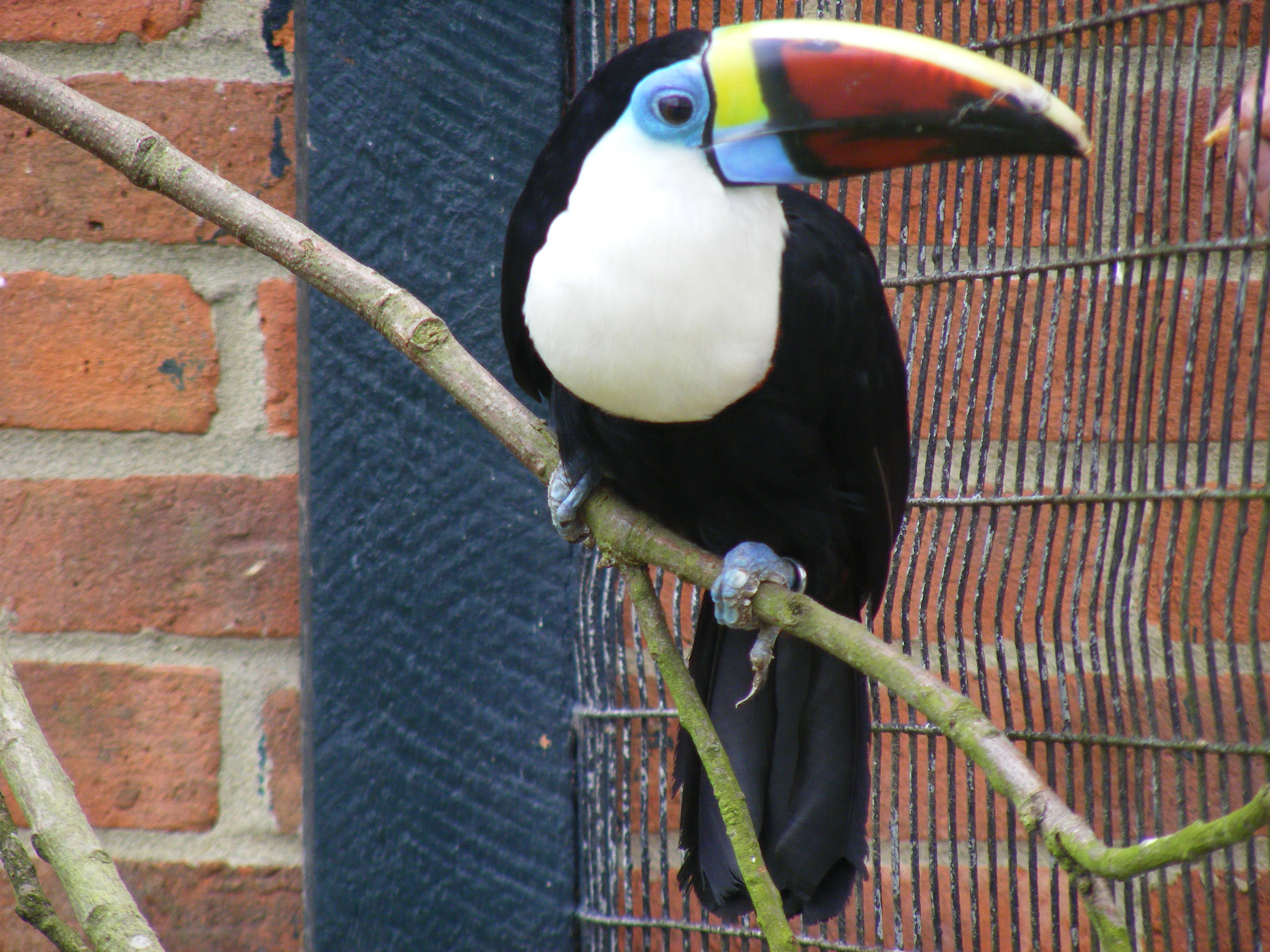
R. t. inca